# Lispocephala waialealeae
Lispocephala waialealeae är en tvåvingeart som beskrevs av Hardy 1981. Lispocephala waialealeae ingår i släktet Lispocephala och familjen husflugor. Inga underarter finns listade i Catalogue of Life.